# کهور ایرانی
کَهور ایرانی یا کهور پارسی (نام علمی: Prosopis cineraria) نام یک گونه از سرده کهور است.
رویشگاه‌های کهور ایرانی عموماً در اقلیم‌های فراخشک و خشک گرم تا فراخشک معتدل گسترش دارد. این‌گونه بومی صحاری-سند شامل کشورهای هندوستان، پاکستان، افغانستان، ایران، عربستان، عمان، امارات متحده عربی و یمن است. کهور به گونه معرفی شده در جزایر آسیای جنوب شرقی، از جمله اندونزی برده شده و استقرار یافته‌است.
کهور درخت منتخب ایالت‌های راجستان و تلگنگا در هند است. یک نمونه بزرگ و سرشناس از این‌گونه؛ که «درخت زندگی» نام گرفته، در بحرین است - تقریباً ۴۰۰ ساله و در بیابان‌هایی که هیچ منبع آشکاری از آب ندارند رشد می‌کند.
در ایران در نوار ساحلی استان‌های بوشهر، هرمزگان، سیستان و بلوچستان تا جنوب استان کرمان شامل(شهر جیرفت,بم،نرماشیر،فهرج،ریگان) پراکنش دارد و تا ارتفاع ۶۸۰ متری و به صورت تک‌بوته تا ۱۶۰۰ متری از سطح امتداد دارد.